# Assamfältjägarna

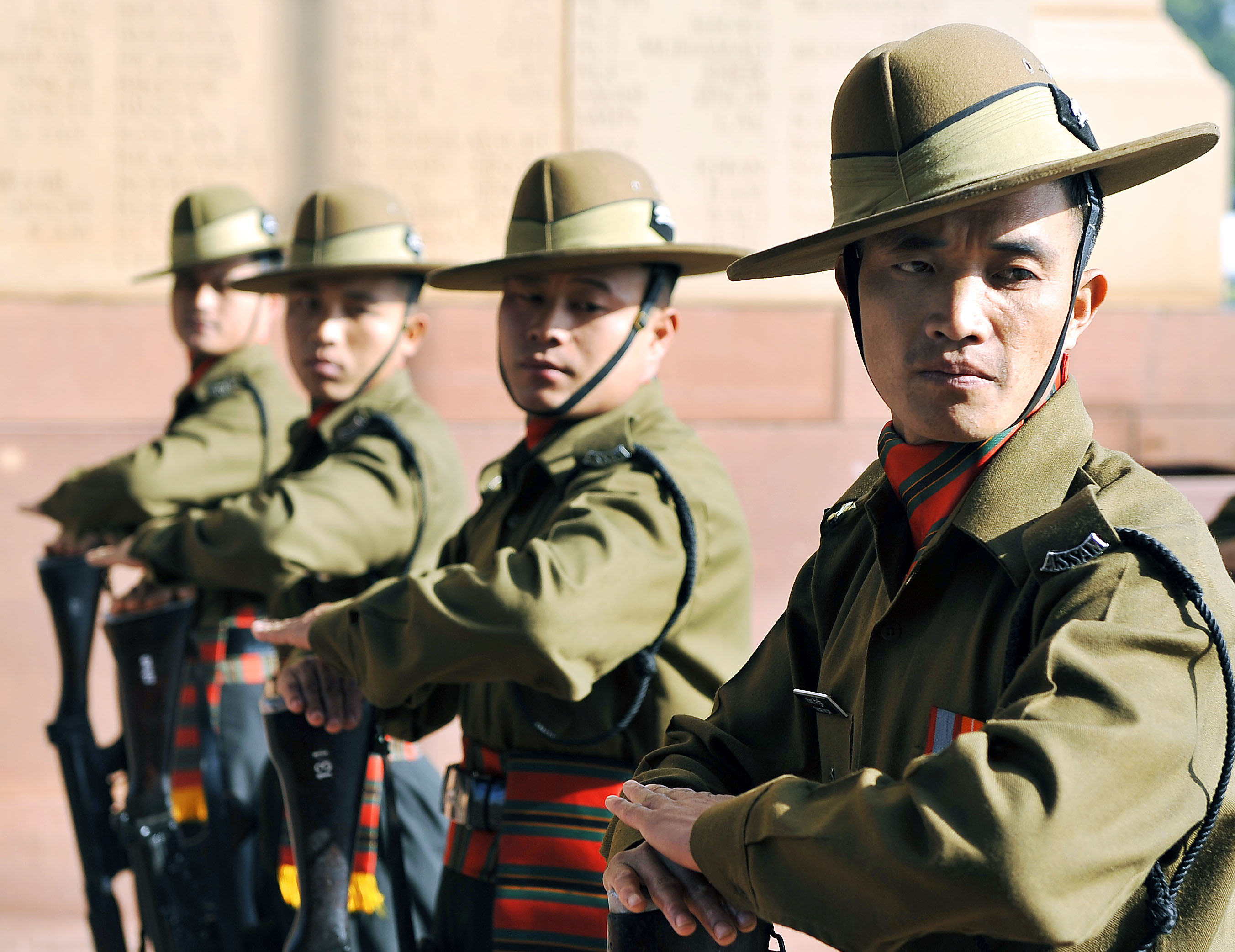
Soldater som tillhör Assamfältjägarna.

Assamfältjägarna (Assam Rifles), tillhör Indiens centrala paramilitära styrkor. Kåren bildades 1835 och har idag till huvuduppgift gränsbevakning, antigerillakrigföring och allmän ordningstjänst i de nordöstra delstaterna.

## Uppdrag
- Antigerillaoperationer i nordöstra Indien, under arméns ledning.
- Gränsövervakning vid gränsen till Kina och Burma.
- Vid krigsfall säkra arméns uppmarschområde i nordöstra Indien.[1]

## Organisation
- HQ DGAR Central ledning i Shillong, under en generallöjtnant från armén.
- HQ IGAR Operativ ledning, under en generalmajor från armén, leder sektorerna.
- Sector HQs Sektorledningar, under brigadgeneraler från armén, leder de operativa bataljonerna.[1]

## Personal
Assamfältjägarna bestod 2008 av 63 000 personer i 46 bataljoner under arméns operativa ledning.

## Grader
| Nr  | ASSAM RIFLES                                    | Motsvarande grad i armén                |
| --- | ----------------------------------------------- | --------------------------------------- |
| 1.  | Director General kommenderad från armén         | Lieutenant-General                      |
| 2.  | Inspector General kommenderad från armén        | Major-General                           |
| 3.  | Deputy Inspector General kommenderad från armén | Brigadier                               |
| 4.  | Commandant kommenderad från armén               | Colonel                                 |
| 5.  | Second-in-Command                               | Lieutenant-Colonel                      |
| 6.  | Deputy Commandant                               | Major                                   |
| 7.  | Assistant Commandant                            | Captain                                 |
| 8.  | Subedar-Major                                   | Subedar-Major                           |
| 9.  | Subedar                                         | Subedar                                 |
| 10. | Naib-Subedar                                    | Naib-Subedar                            |
| 11. | Warrant Officer endast fältpostpersonal         | Warrant Officer endast fältpostpersonal |
| 12. | Havildar                                        | Havildar                                |
| 13. | Naik                                            | Naik                                    |
| 14. | Lance Naik Rifleman                             | Lance Naik Jawan                        |